# RARP
Зворотний протокол визначення адрес  (англ. Reverse Address Resolution Protocol, RARP) - протокол мережевого рівня моделі OSI, що виконує зворотне відображення адрес, тобто перетворює фізичну адресу в IP-адресу.
Протокол застосовується під час завантаження вузла (наприклад комп'ютера), коли він посилає групове повідомлення-запит зі своєю фізичною адресою. Сервер приймає це повідомлення і переглядає свої таблиці (або перенаправляє запит будь-куди ще) у пошуках відповідного фізичній, IP-адреси. Після виявлення знайденої адреси відсилається назад на вузол, який її запитав. Інші станції також можуть «чути» цей діалог і локально зберегти цю інформацію у своїх ARP-таблицях.
RARP дозволяє розділяти IP-адреси між не часто використовуваними хост-вузлами. Після використання яким-небудь вузлом IP-адреси вона може бути звільнена і видана іншому вузлу.
RARP є доповненням до ARP, і описаний в RFC 903. 
RARP відрізняється від «зворотного» ARP (Inverse Address Resolution Protocol, або InARP), описаного в RFC 2390, який призначений для отримання IP-адреси, відповідної MAC-адресі іншого вузла. InARP є доповненням до протоколу визначення адрес і використовується для зворотного пошуку. RARP є скоріше аналогом DHCP/BOOTP.